# Карлау
Карлау (каз. Қарлау) — село в Хромтауском районе Актюбинской области Казахстана. Входит в состав Богетсайского сельского округа. Код КАТО — 156035400.

## Население
В 1999 году население села составляло 188 человек (99 мужчин и 89 женщин). По данным переписи 2009 года, в селе проживало 114 человек (61 мужчина и 53 женщины).